# Otostigmus
Otostigmus är ett släkte av mångfotingar. Otostigmus ingår i familjen Scolopendridae.

## Dottertaxa tillOtostigmus, i alfabetisk ordning[1]
- Otostigmus aculeatus
- Otostigmus amazonae
- Otostigmus amballae
- Otostigmus angusticeps
- Otostigmus armatus
- Otostigmus asper
- Otostigmus astenus
- Otostigmus ateles
- Otostigmus australianus
- Otostigmus beroni
- Otostigmus brevidentatus
- Otostigmus brunneus
- Otostigmus burgeri
- Otostigmus burnmurdochi
- Otostigmus calcanus
- Otostigmus caraibicus
- Otostigmus carbonelli
- Otostigmus casus
- Otostigmus caudatus
- Otostigmus cavalcanti
- Otostigmus celebensis
- Otostigmus ceylonicus
- Otostigmus chiltoni
- Otostigmus clavifer
- Otostigmus cooperi
- Otostigmus cuneiventris
- Otostigmus dammermani
- Otostigmus demelloi
- Otostigmus denticulatus
- Otostigmus dentifusus
- Otostigmus diminutus
- Otostigmus diringshofeni
- Otostigmus dolosus
- Otostigmus ethonyx
- Otostigmus expectus
- Otostigmus fossulatus
- Otostigmus fossuliger
- Otostigmus foveolatus
- Otostigmus füllerborni
- Otostigmus gemmifer
- Otostigmus geophilinus
- Otostigmus goeldii
- Otostigmus greggi
- Otostigmus gymnopus
- Otostigmus inermipes
- Otostigmus inermis
- Otostigmus insignis
- Otostigmus kashmiranus
- Otostigmus kivuensis
- Otostigmus kretzii
- Otostigmus langei
- Otostigmus latipes
- Otostigmus lavanus
- Otostigmus lawrencei
- Otostigmus leior
- Otostigmus limbatus
- Otostigmus longicornis
- Otostigmus longipes
- Otostigmus longistigma
- Otostigmus loriae
- Otostigmus martensi
- Otostigmus mesethus
- Otostigmus metallicus
- Otostigmus mians
- Otostigmus moluccanus
- Otostigmus multidens
- Otostigmus multispinosus
- Otostigmus muticus
- Otostigmus nemorensis
- Otostigmus niasensis
- Otostigmus noduliger
- Otostigmus nudus
- Otostigmus oatesi
- Otostigmus occidentalis
- Otostigmus olivaceus
- Otostigmus orientalis
- Otostigmus oweni
- Otostigmus pahangiensis
- Otostigmus pamuanus
- Otostigmus parvior
- Otostigmus perdicensis
- Otostigmus pococki
- Otostigmus politus
- Otostigmus poonamae
- Otostigmus pradoi
- Otostigmus proponens
- Otostigmus punctiventer
- Otostigmus reservatus
- Otostigmus rex
- Otostigmus rugulosus
- Otostigmus saltensis
- Otostigmus samacus
- Otostigmus scaber
- Otostigmus scabricauda
- Otostigmus schoutedeni
- Otostigmus seychellarum
- Otostigmus silvestrii
- Otostigmus sinicolens
- Otostigmus spiculifer
- Otostigmus spinicaudus
- Otostigmus spinosus
- Otostigmus sternosulcatus
- Otostigmus striatus
- Otostigmus striolatus
- Otostigmus sucki
- Otostigmus suitus
- Otostigmus sulcatus
- Otostigmus sulcipes
- Otostigmus sumatranus
- Otostigmus sutteri
- Otostigmus taeniatus
- Otostigmus tanganjikus
- Otostigmus telus
- Otostigmus therezopolis
- Otostigmus tibialis
- Otostigmus tidius
- Otostigmus trisulcatus
- Otostigmus troglodytes
- Otostigmus tuberculatus
- Otostigmus volcanus
- Otostigmus voprosus
- Otostigmus ziesel